# Steve Genter
Steve Genter (n. 4 ianuarie 1951, Artesia, California, SUA) este un înotător american, medaliat olimpic. A participat la o ediție a Jocurilor Olimpice (1972) în care a câștigat două medalii de aur și două medalii de argint.